# Malvern (Ohio)
Malvern ist ein Village im Carroll County, Ohio, Vereinigte Staaten. Die Bevölkerungszahl betrug 1218 bei der Zählung 2000. Es ist statistisch ein Teil der Metropolregion Canton-Massillon.

## Geographie und Verkehr
Malvern lag am Great Trail, einer Wegeverbindung, die die nordamerikanischen Ureinwohner zwischen dem Gebiet der Großen Seen und den späteren Neuengland-Staaten an der Atlantikküste angelegt hatten. Obwohl der Great Trail später oft als "Kriegspfad" bezeichnet wurde, war er doch hauptsächlich eine Handelsverbindung. An Stelle des Great Trails führt heute die Ohio State Route 183 von Minerva nach Malvern durch das Carroll County. Es gibt einen „historischen Marker“ über den Great Trail im Malvern Park. Auf dieser Gedenktafel ist zu lesen, dass hier die Truppen von General Lachlan McIntosh am 13. und 14. November 1776 ein Lager aufschlugen, als sie während des Amerikanischen Unabhängigkeitskrieges auf dem Great Trail nach Westen zogen, um Fort Laurens, westlich des Tuscarawas Rivers bei der heutigen Gemeinde Bolivar, zu errichten.

## Geschichte
1806 kamen erstmals Siedler ins Gebiet von Malvern, die hier ihre Hütten errichteten. Das erste Haus stammt aus dem Jahr 1824 und gehörte Nate and Florence Ware. William Hardesty reichte 1835 einen Bebauungsplan zur Gründung einer Gemeinde ein und 1869 wurde diese Gemeinde selbständig.